# Íidam
 Íidamem tibetano: é um tipo de divindade associada ao budismo tântrico ou Vajrayana, as chamadas manifestações do estado de Buda ou mente iluminada. Durante a prática de meditação pessoal (sādhana), o iogue identifica sua própria forma, atributos e mente com aqueles de um yidam com o propósito de transformação.  Yidam às vezes é traduzido pelos termos "divindade meditativa" ou " divindade tutelar ". Exemplos de yidams incluem as divindades de meditação Chakrasamvara, Kalachakra, Hevajra, Yamantaka e Vajrayogini, todos com uma iconografia distinta., mandala, mantra, ritos de invocação e prática.